# LVII. Armeekorps
LVII. Armeekorps var en tysk armékår under andra världskriget. Kåren organiserades den 15 februari 1941. Armékåren omorganiserades 21 juni till LVII. Panzerkorps.

## Operation Barbarossa

### Organisation
Armékårens organisation den 22 juni 1941:
- 110. Infanterie-Division
- 19. Panzer-Division
- 20. Panzer-Division

## Befälhavare
Kårens befälhavare:
- General der Panzertruppen Adolf Kuntzen 15 februari 1941-15 november 1941
- Generalleutnant Friedrich Kirchner  15 november 1941–12 januari 1942
- General der Panzertruppen Adolf Kuntzen  12 januari 1942–31 januari 1942
- General der Panzertruppen Friedrich Kirchner 31 januari 1942-21 juni 1942

Stabschef:
- Oberst Friedrich Fangohr  15 februari 1941-21 juni 1942